# Nyctemera kala
Nyctemera kala là một loài bướm đêm thuộc phân họ Arctiinae, họ Erebidae.